# Arquitectura paleocristã

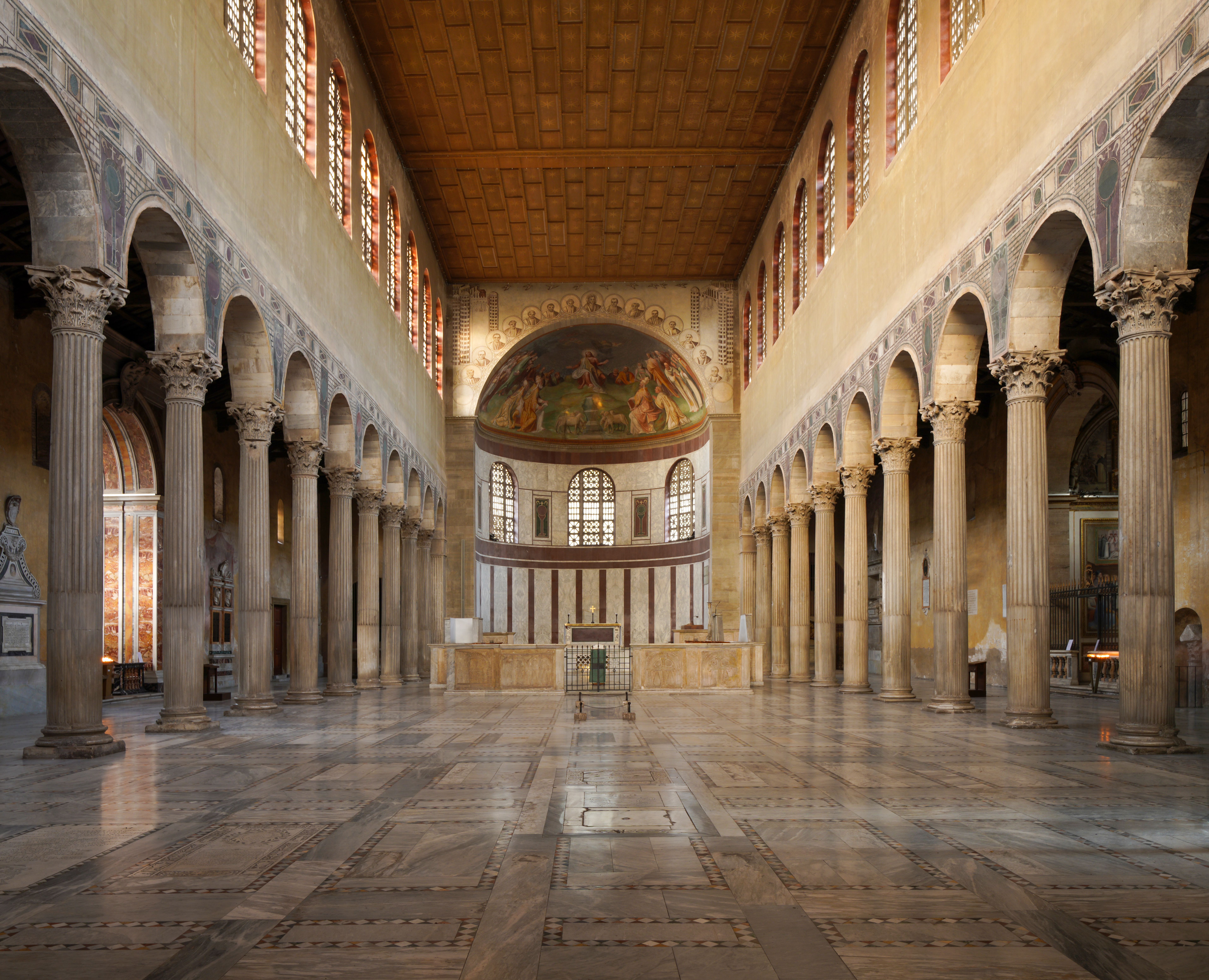
Basílica de Santa Sabina de Roma, arquitetura paleocristã, construída no século V

A arquitetura paleocristã, também chamada de arquitetura cristã primitiva, é aquela que foi realizada entre o final do século III - sob o mandato de Constantino I, o Grande - até ao século VI — a época do imperador Justiniano I. Nasceu principalmente para satisfazer a necessidade de construir estruturas próprias para a religião cristã.
Embora se tenha originado na Síria e no Egito, rapidamente se espalhou para o Ocidente, e foi em Roma - centro da Cristandade - onde ocorreram as primeiras manifestações da arquitetura, no domínio dos monumentos, cemitérios ou catacumbas; foi uma etapa de clandestinidade devido às perseguições a que estavam sujeitos aqueles que praticavam a religião cristã. Ao mesmo tempo, casas particulares foram utilizadas para a realização de assembleias de culto religioso, adaptando algumas das suas salas para esses fins (domus ecclesiae).
A próxima etapa começa no ano 313 com o Édito de Milão, promulgado pelos imperadores Constantino, o Grande - após ter-se convertido - e Licínio I, segundo o qual aos cristãos foram concedidos plenos direitos de expressão pública das suas crenças:
Nós, os augustos Constantino e Licínio [...] julgamos que, dentre tudo o que considerávamos adequado ao bem universal, deveríamos tratar preferencialmente o que afeta a honra divina, e dar aos cristãos, a mesma que a todos os demais, a livre faculdade de professar a religião que cada um desejasse […]— Tradução para o catalão do Édito de Milão
Desta legalização da religião cristã surgiram três novos modelos arquitetónicos, embora na verdade fossem reinterpretações de estruturas anteriores: a basílica, o batistério e o mausoléu. Estes dois últimos edifícios adoptaram maioritariamente a planta centralizada, circular ou poligonal, mais adequada à função complexa a que se destinavam. O que mais se destacou, porém, foi o surgimento das basílicas, adaptando o edifício romano do mesmo nome; a função, porém, passou de civil a religiosa. A principal razão da basílica cristã primitiva é alcançar o espaço arquitetónico desejado, cobrindo o que formava o pórtico colunado por dois voltados para o grego estoa; isso acontecia se viessem do modelo do templo grego, embora se acredite que a sua tipologia arquitetónica deriva do templo romano. Os templos eram considerados pelas religiões grega e romana como a residência de Deus, e a função não era ser um local de oração cristã para os cidadãos: os sacrifícios eram feitos fora, razão pela qual o 'altar ficava geralmente em frente ao edifício e este, por não ter que acomodar muitas pessoas, poderia ter salas internas menores do que no caso cristão. Bruno Zevi descreveu assim:
Se compararmos uma basílica romana e uma das novas igrejas cristãs, encontramos relativamente poucos elementos diferenciadores além da escala.— Bruno Zevi, crítico de arte
Nenhuma conclusão foi claramente alcançada sobre quando e como a arte paleocristã começou, tanto na arquitetura quanto na pintura, nem como os modelos poderiam ter sido espalhados de um lugar para outro.

## Contexto histórico

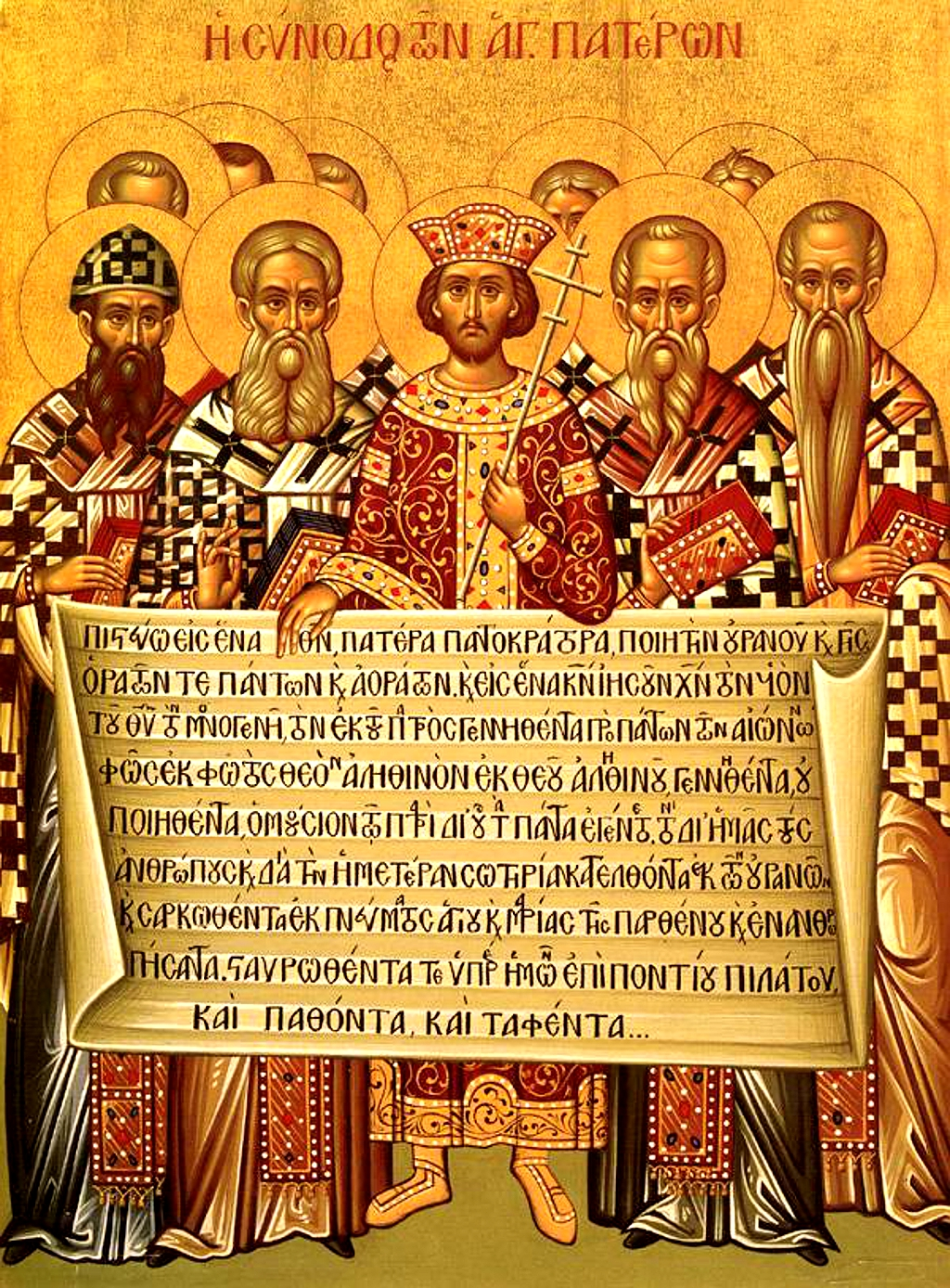
Ícone representando Constantino presidindo ao Primeiro Concílio de Niceia (325). O texto apresentado é o Credo Niceno na forma apresentada posteriormente no I Concílio de Constantinopla (381), com modificações para uso na liturgia grega.

O Império Romano apresentou por volta do século III um declínio económico e uma grande instabilidade política: o paganismo, como religião, não proporcionou nem a consolação necessária nem uma salvação segura. O aparecimento de novas religiões monoteístas vindos do Oriente - como o Judaísmo e o seu ramo do Cristianismo, no qual um Deus morreu e ressuscitou para alcançar a salvação de todos os humanos - pareciam ter sucesso em preencher as novas necessidades espirituais desta época da incerteza. O Cristianismo foi introduzido aos poucos graças à pregação do evangelho que pessoas como são Paulo realizavam por todo o império. Os ritos desta religião cristã eram muito mais simples e próximos da população da cidade do que o grande cerimonial e a pompa com que se celebrava o culto oficial do paganismo. Durante o primeiro século após a morte de Cristo, o número de crentes evoluiu lentamente; os ritos eram orações comuns, batismo e ofertas fúnebres ou banquetes. Em meados do século III já havia cerca de cinquenta mil crentes e na Ásia Menor mais da metade já eram cristãos.
Uma lenda explica a conversão ao cristianismo de Constantino I, o Grande: antes da Batalha da Ponte Mílvia ele teve a visão de uma cruz em chamas com a inscrição "Com este sinal você conquistará". Constantino foi vitorioso e o monograma da cruz tornou-se seu símbolo. No ano 313, através do edito de Milão, ele legitimou o cristianismo e considerou-se o chefe da Igreja — pontífice máximo —; fez doações importantes, apoiou a construção de templos e convocou o primeiro Concílio de Niceia - e o primeiro concílio ecumênico - em 325 em Niceia, uma cidade na Ásia Menor. Em 330 ele transferiu a sede do Império Romano para Bizâncio, cidade que mais tarde mudaria seu nome para Constantinopla, e a dedicou à Virgem Maria. Esta transferência teve o efeito subsequente, em 395, de dividir o reino em Império Romano do Oriente - ou Império Romano do Oriente - e o Império Romano do Ocidente. O imperador Teodósio I, no final do século IV, conseguiu oficializar a religião cristã com o Édito de Tessalônica: o número de crentes no paganismo tornou-se cada vez menor. As invasões bárbaras do século VI puseram fim à arquitetura cristã primitiva no Império Ocidental ; os territórios da Síria, Egito e Norte da África marcaram a fronteira até a conquista árabe (por volta do século VII).
A arquitetura romana do Oriente produz uma nova linguagem a partir do século VI, que se inicia na época do imperador Justiniano I e marca uma ruptura com a arquitetura cristã primitiva do Ocidente; os arquitetos romanos do Oriente recuperam a estrutura coberta com cúpula e semicúpulas e o conceito de planta central, como por exemplo a igreja de Santa Sofia de Constantinopla, a São Vital de Ravena e, nesta mesma localidade, a Basílica de Santo Apolinário Novo, que ainda apresenta o tipo de igreja basílica cristã primitiva de forma retangular com três naves longitudinais e vestíbulo na entrada.

## Catacumbas

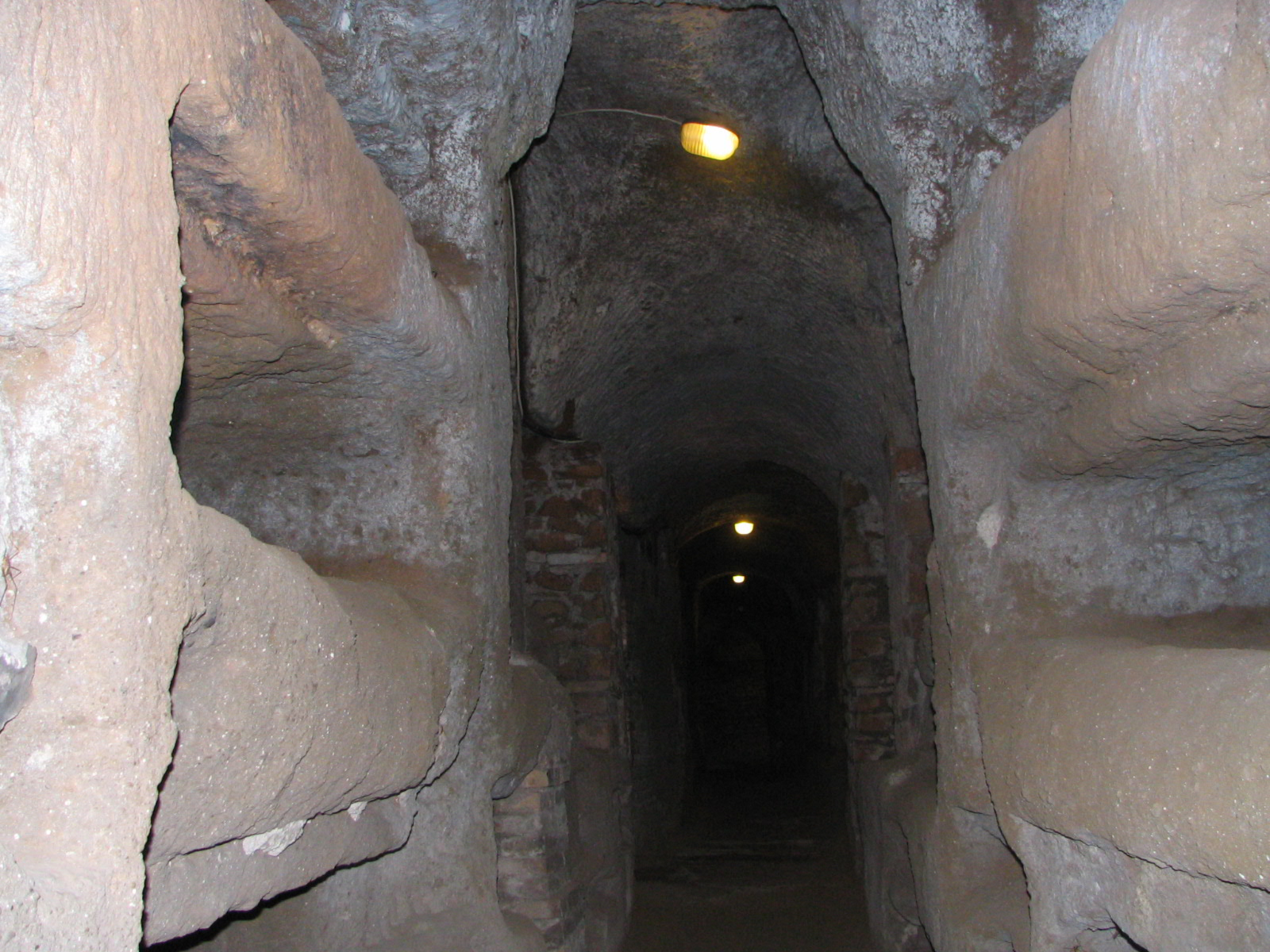
A catacumbas de São Calisto de Roma

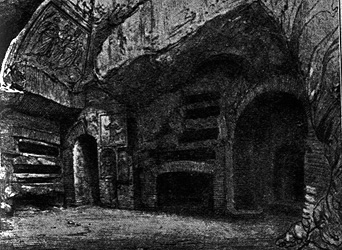
Cripta dos papas nas catacumbas de Santo Calisto

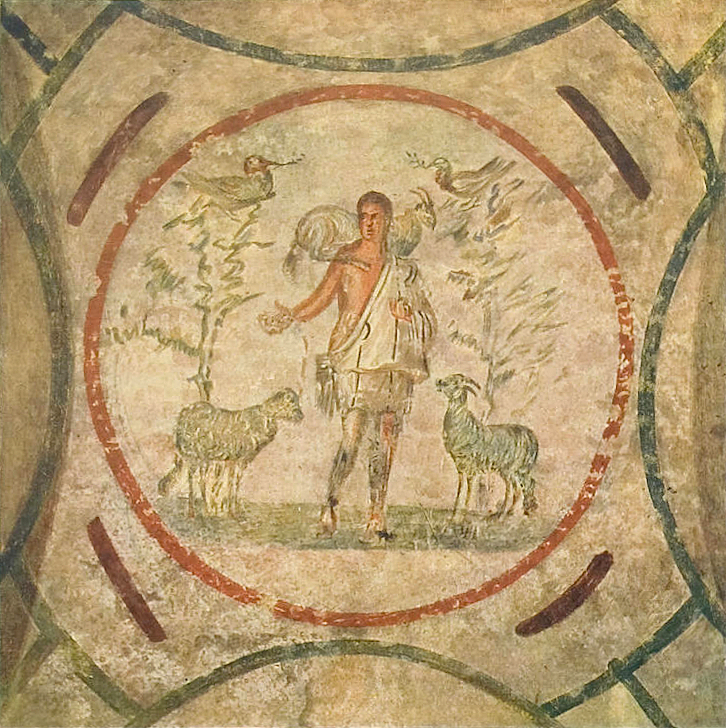
Imagem do Bom Pastor nas catacumbas de Priscila de Roma

As catacumbas eram locais subterrâneos que, após a morte de Cristo, os primeiros cristãos utilizavam para enterrar os seus mortos, embora também existissem galerias subterrâneas que eram utilizadas por pessoas pertencentes à religião judaica e ao paganismo. Localizavam-se fora das muralhas da cidade, uma vez que a lei romana do império não permitia sepultamentos dentro da área urbana por razões religiosas e de higiene. Embora sejam encontradas em muitas cidades, as catacumbas mais numerosas e extensas são as de Roma , que no total somam sessenta diferentes, com quase 750.000 tumbas; o seu comprimento total está entre 150 e 170 quilómetros. Acredita-se que os construtores das catacumbas aproveitaram as antigas galerias abandonadas, de onde havia sido extraída uma pedra chamada pozolana, que, uma vez triturada, servia para fazer cimento. Estudos realizados no século XIX sob a direção do jesuíta Marchi e do seu aluno, o arqueólogo Juan Bautista Rossi, refutaram a teoria segundo a qual as galerias haviam sido anteriormente utilizadas para a extração de pedra pozolânica e deram como verdadeiro o que postulava que as galerias foram escavadas expressamente para serem utilizadas como cemitério. A organização e construção do primeiro cemitério são atribuídas ao Papa Calisto I e a data aproximada segundo o estudo de Paul Styger para a catacumba de São Calisto, o ano 200, concorda com esta atribuição. A utilização das catacumbas estendeu-se, por costume dos fiéis, mesmo depois do édito de Milão , e deixaram de ser utilizadas após o saque de Roma em 410, em parte por causa da insegurança que se sentia fora das muralhas da cidade; a principal razão, porém, era que naquela época já existiam grandes e numerosas basílicas que podiam ser utilizadas para serviços funerários e para guardar as relíquias dos mártires.

### Estrutura
A maioria das catacumbas feitas em Roma originou-se no século II; a maioria está enterrada ao longo das principais vias de saída da cidade, como a Via Ápia, a Ardeatina, a Salária ou a Via Nomentana. Consistem num sistema de galerias subterrâneas que formam uma espécie de labirinto. Para a sua construção foi escavado primeiro um primeiro nível, que desce aos pisos inferiores — seguindo as linhas irregulares do terreno; era possível chegar a trinta metros de profundidade. As cavidades eram cavadas nas paredes para sepulturas horizontais (os "lóculos"), geralmente para conter um único cadáver, embora excepcionalmente pudessem conter mais corpos; eram fechados com uma laje de pedra ou tijolos, que muitas vezes traziam inscrições em latim ou grego. Existia outro tipo de túmulo destinado a personagens mais importantes denominado arcossólio, que consistia num nicho coberto por um arco e fechado com uma laje. O cubículo era o espaço que continha os vários lóculos da mesma família, e continha também, além dos túmulos, pequenas capelas decoradas com frescos. Nas interseções das galerias havia pequenas criptas contendo o túmulo de um mártir. Em quase todas as catacumbas há claraboias abertas no teto das criptas ou nas próprias galerias; serviam, em primeiro lugar, para elevar à superfície a terra retirada das escavações e, terminada a construção, eram deixados abertos para servir de pontos de luz e ventilação.

### Simbologia e iconografia
Os símbolos eram um tema dominante nas catacumbas: em quase todos os túmulos havia imagens com alguma simbologia, como a pomba representando a paz, a cruz e a âncora representando a salvação, a fénix representando a ressurreição e o peixe e o Bom Pastor correspondendo à imagem de Cristo. Os afrescos reproduziam cenas do Antigo Testamento, como o sacrifício de Isaque, Noé e a sua arca, Daniel na cova dos leões, Elias na sua carruagem ou os três hebreus (Hananias, Misael e Azarias) na fornalha ardente. Existem também inúmeras histórias do Novo Testamento sobre a vida de Cristo e representações da Mãe de Deus com o Menino sentado no colo (a chamada Teótoco). Muitas dessas imagens são retratadas pela primeira vez nas Catacumbas de Priscila em Roma.

## Domus eclesiae

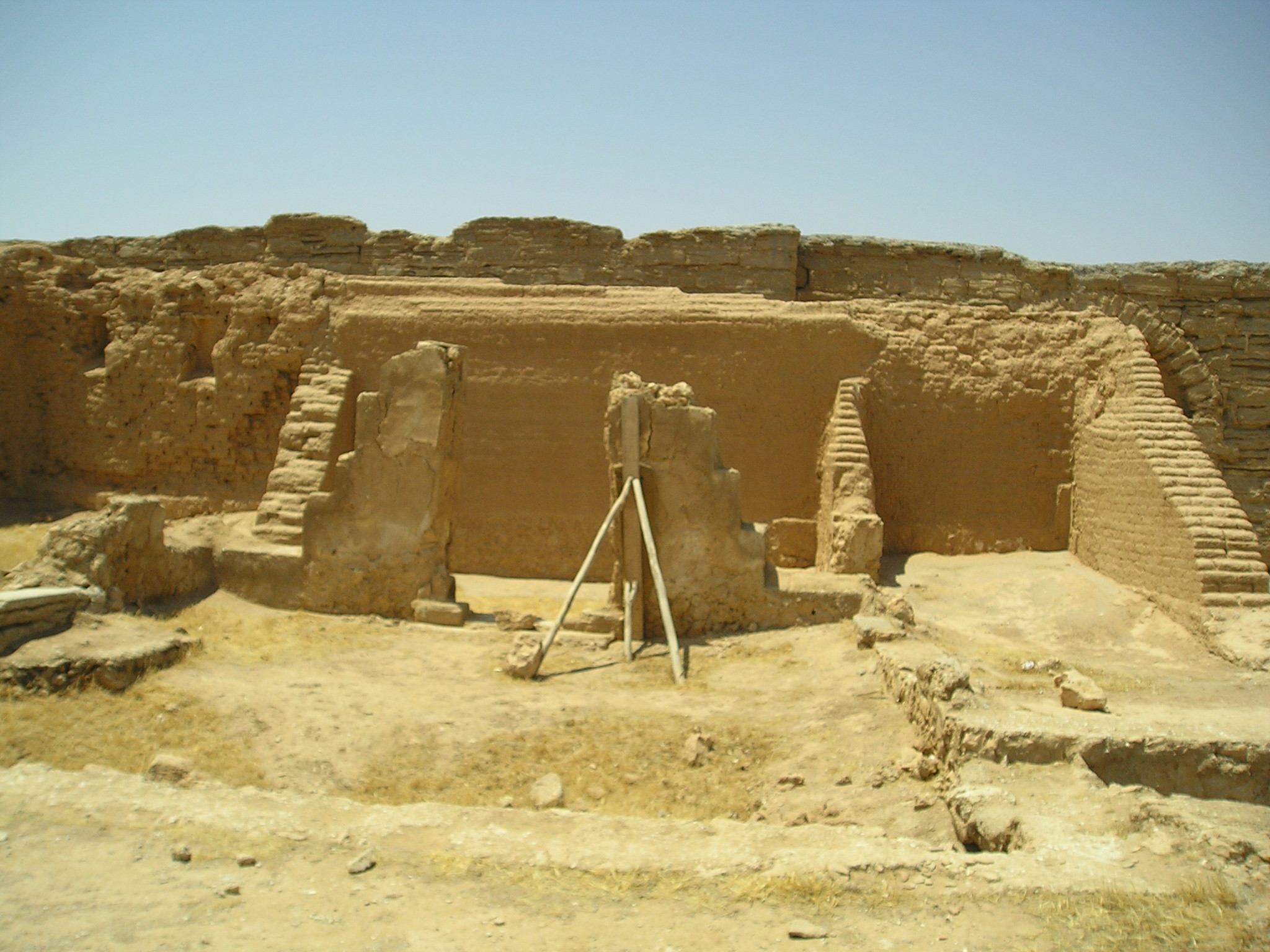
Restos da domus ecclesiae de Dura Europos, na Síria

A “domus ecclesiae” (palavra latina que significa “casa de assembleia” ou “casa da igreja”) era um edifício privado para os primeiros cristãos adaptado às suas necessidades de culto. Uma das igrejas cristãs mais antigas fica na cidade de Dura Europos, um antigo assentamento helenístico transformado em guarnição fronteiriça romana, localizado próximo ao rio Eufrates, na atual Síria.

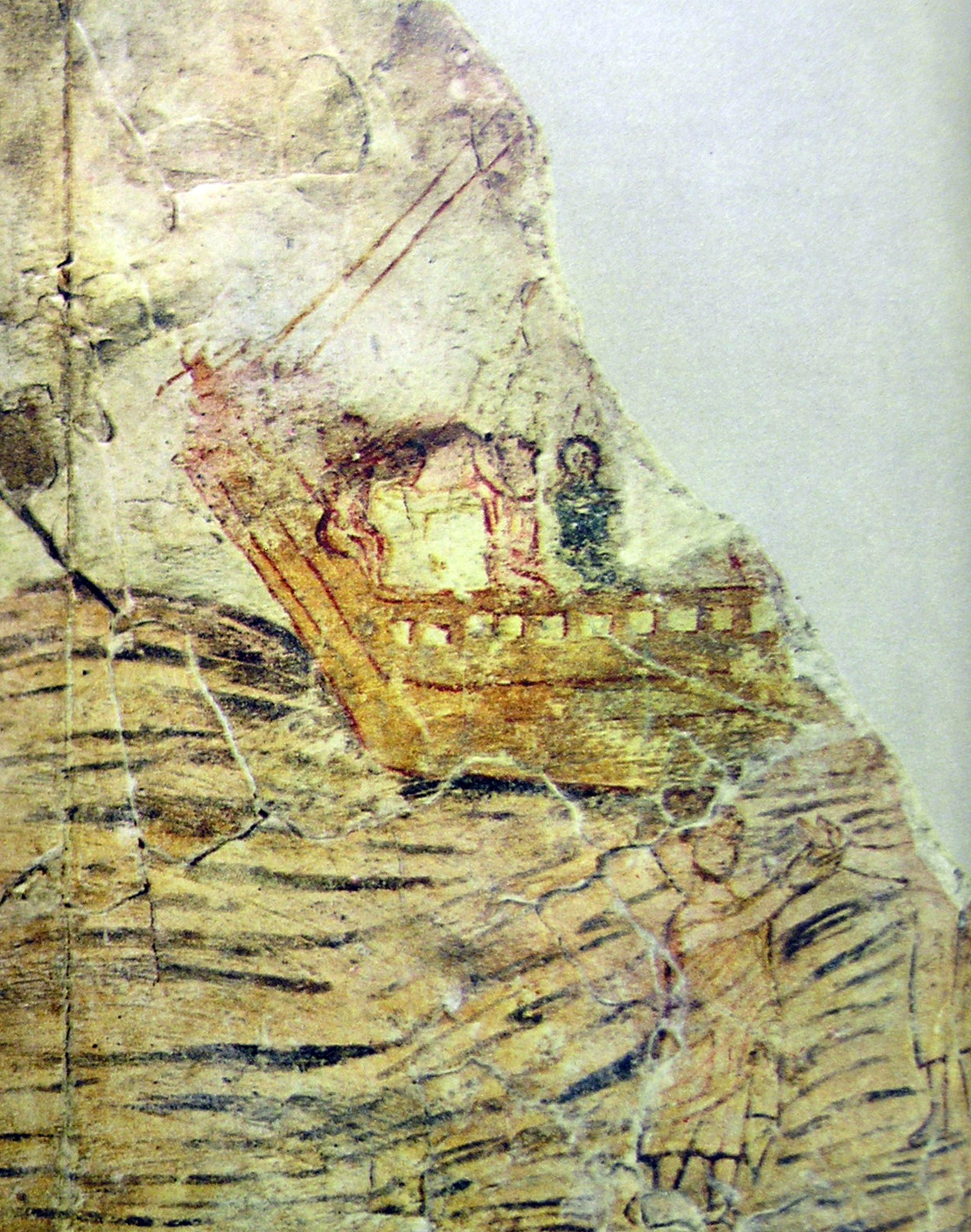
Cristo caminhando sobre as águas no Batistério de Dura Europos

Este local foi escavado em 1930 e entre os seus edifícios foi encontrada uma estrutura que foi transformada para servir de igreja, que pode ser datada do ano 232 graças a um graffiti. Ao lado, foi habilitada e decorada uma sala que servia de batistério; alguns dos afrescos, que representam o Bom Pastor, a cura do paralítico e Adão e Eva ou Cristo andando sobre as águas, são temas também tratados nas catacumbas.

### Titulus
As primeiras salas de reuniões das comunidades cristãs em Roma foram realizadas em casas particulares conhecidas como titulus (plural tituli). Normalmente, o triclínio, sala maior, era adaptado para a celebração de ritos religiosos. Estes ritos ou cerimónias incluíam orações, leitura de passagens dos Evangelhos e Epístolas e também sermões; no século III, a presidência da missa era exercida pelos epíscopos (bispos). Manteve-se uma separação entre os bispos e os catecúmenos, aqueles que estavam em formação mas ainda não tinham recebido o batismo: eram obrigados a sair para outra sala na hora de celebrar o Eucaristia. Antes da construção de igrejas ou basílicas, não havia altar, mas simplesmente uma mesa para celebrar o culto.

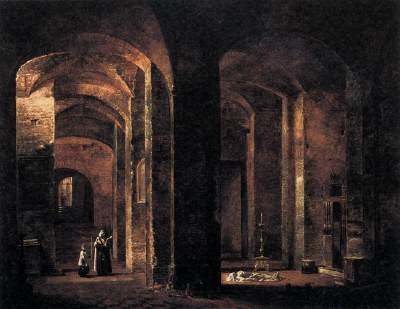
Cripta de San Martino ai Monti, por François Marius Granet (1806)

Dez metros abaixo da atual basílica de San Martino ai Monti está uma das casas particulares de Roma usadas como domus ecclesiae: é identificada como Titulus Aequitii e o seu proprietário era Equitius. Foi construído no final do século II ou início do século III e era um edifício retangular de dois andares com um grande pátio central. Acredita-se que o rés-do-chão tenha sido aquele destinado às funções do culto: era constituído por uma grande sala dividida em colunas onde se celebrava a eucaristia e outra sala reservada aos catecúmenos, embora não tenham sido encontrados vestígios arqueológicos da presença de uma pia batismal. O andar superior deveria ser usado como residência particular. Após o edital de Milão, os “tituli” puderam ser transformados, graças à doação dos seus titulares e proprietários, em igrejas. A primeira igreja do Titulus Aequitii foi fundada pelo Papa Silvestre I no século IV: originalmente era dedicada a todos os mártires. Mais tarde, entre os séculos Romanos V e Romanos VI, o Papa Símaco ergueu um novo sobre o anterior, maior, e dedicou-o a São Martinho de Tours e Papa São Silvestre. No século IX, o Papa Sérgio II ordenou a sua restauração e a construção da atual basílica de San Martino ai Monti.

## Basílicas
Graças à proclamação do Edito de Milão, os cristãos ficaram livres para praticar os seus cultos religiosos: construíram basílicas seguindo o modelo daquelas que serviam aos romanos como centros civis - com atividades de mercado - e como tribunal. Os recém-construídos seguiam os mesmos modelos e diferiam apenas no uso: os cristãos realizavam cultos e assembleias no interior, enquanto o culto greco-romano era realizado ao redor do templo.

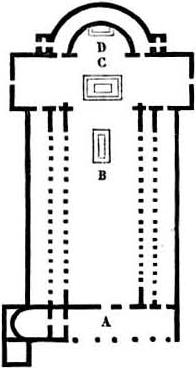
Planta reconstruída da basílica de San Giovanni in Laterano, que segue a tipologia normal das primeiras basílicas cristãs

Com Constantino convertido ao cristianismo, seus líderes - papa, bispos e clero em geral - ocuparam posições dentro da sociedade romana como portadores da nova religião estatal. Ao mesmo tempo, a arquitectura cristã passou do simples abrigo em casas particulares para novas formas monumentais inspiradas na arquitectura romana, com as alterações necessárias quando foram utilizados edifícios de anteriores construções romanas, para a sua aplicação às novas funções dos cultos religiosos: altar para celebração da missa, nártex para catecúmenos, etc. A nova religião precisava de mais e maiores locais de culto, pois, dia após dia, o número de fiéis aumentava. Apesar do grande número de templos ou basílicas cristãs que foram construídas durante o século IV, poucos sobreviveram, pois durante os séculos seguintes muitos foram destruídos ou reformados.

### Estrutura
Em geral, a basílica cristã primitiva consistia em três partes:
- O átrio (ou nártex) de acesso em frente à porta da basílica, ocupado pelos não-batizados. Costumava haver uma grande pilha de água para abluções.

- O corpo longitudinal, dividido em três ou cinco naves separadas por colunas. A nave central costumava ser mais alta e as naves laterais às vezes tinham galerias ou tribunas acima delas chamadas matroneus, feitas especialmente para mulheres.

- A cabeça, que era ocupada por uma abside coberta por um quarto de esfera cúpula; no presbitério o altar estava localizado.

O telhado da basílica cristã primitiva era de dois lados com as treliças da armadura de madeira - portanto, não pesadas - de modo que as paredes, sem a necessidade de contrafortes, eram completamente lisas. A luz externa vinha de grandes janelas abertas nas paredes externas dos corredores laterais e, quando o corredor central era mais alto que os demais, do clerestório. Muitos dos materiais utilizados nas novas construções, como colunas e capitéis, foram utilizados em edifícios romanos anteriores.

### Funcionalidade
A arquitetura paleocristã, como a basílica civil romana e, em contraste com os templos romanos e gregos com os seus peristilos, fazia uso de uma construção fechada, já que os modelos antigos foram rejeitados por causa do seu significado contrário ao Cristianismo. Além disso, os tipos estilísticos romano e grego não eram fáceis de ajustar ao novo rito cristão; por exemplo, o sacrifício pagão era realizado num altar localizado fora do templo e a estátua do Deus era colocada na cela. A religião cristã, por outro lado, precisava de um altar para realizar o ato de sacrifício simbólico, a transubstanciação do vinho e do pão no sangue e no corpo de Cristo; esse ato sempre foi realizado em locais fechados, como na Santa Ceia celebrada por Cristo. No século IV, o ritual exigia um caminho para o percurso processional do clero, uma parte onde era colocado o altar e a missa era celebrada, outra parte para os fiéis que participaram da procissão e da comunhão, e outra para os catecúmenos ou não batizados.

### Basílicas Constantinianas

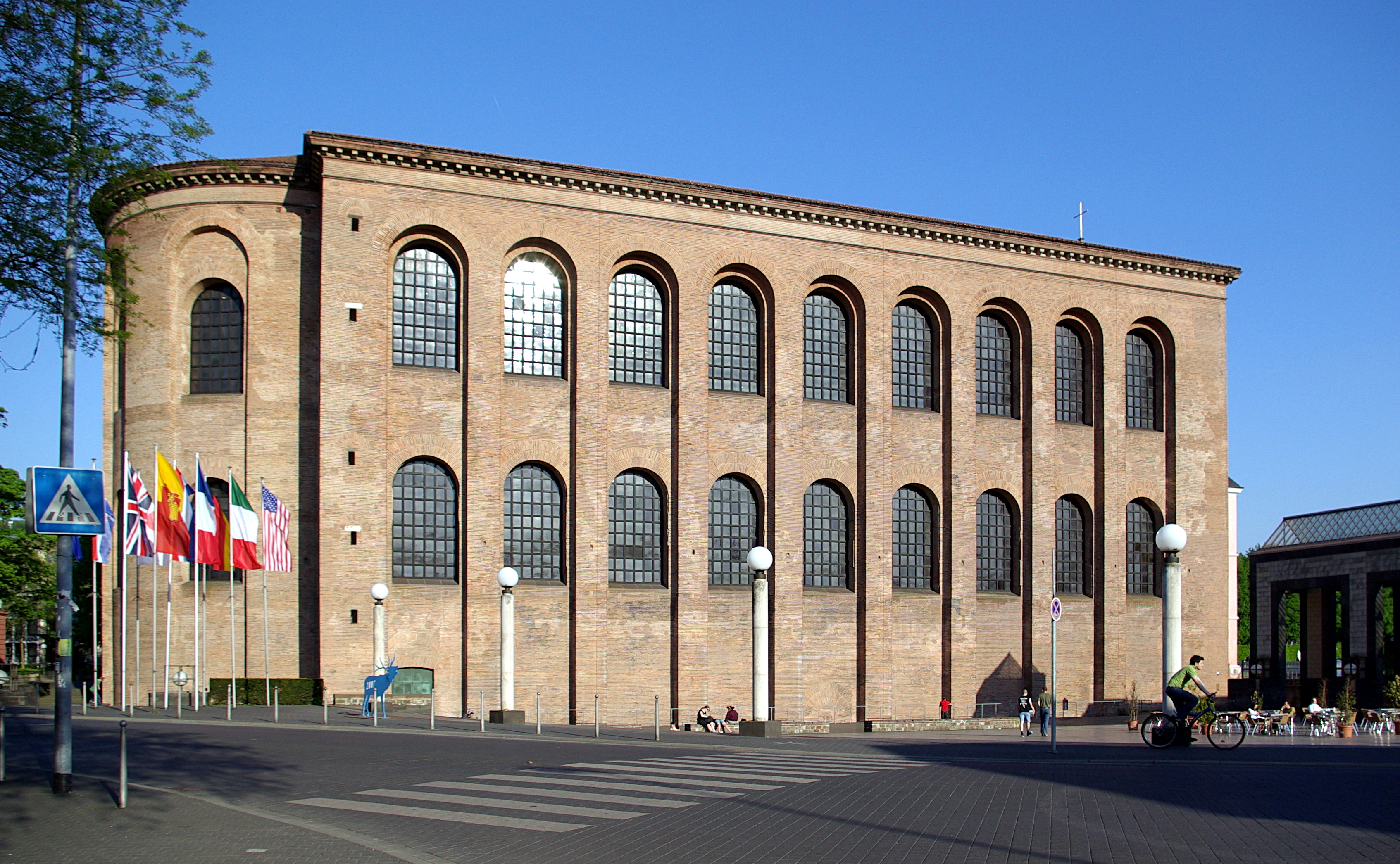
Aparência atual da basílica civil de Constantino em Tréveris

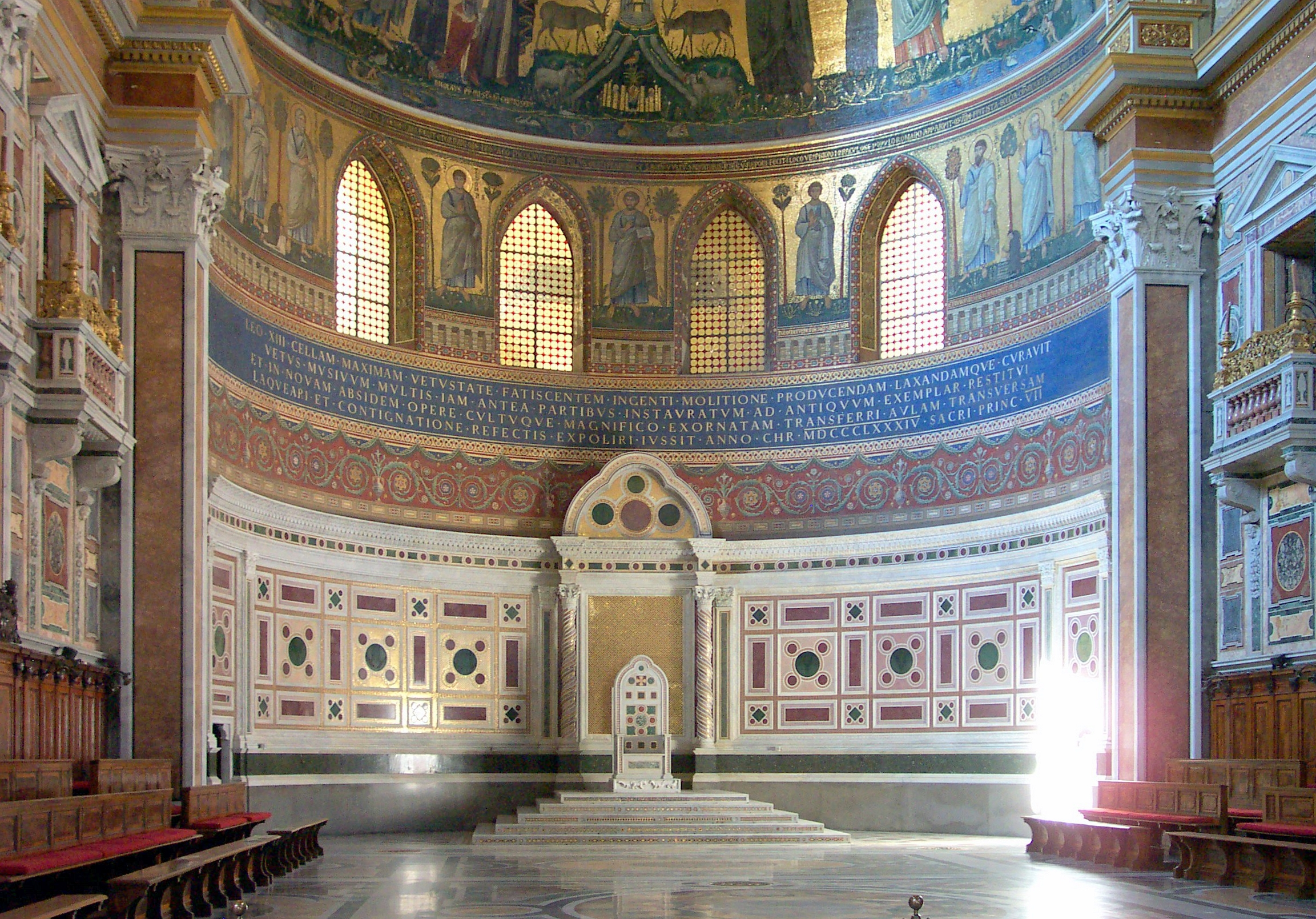
A abside da basílica de São João de Latrão, com a cadeira papal

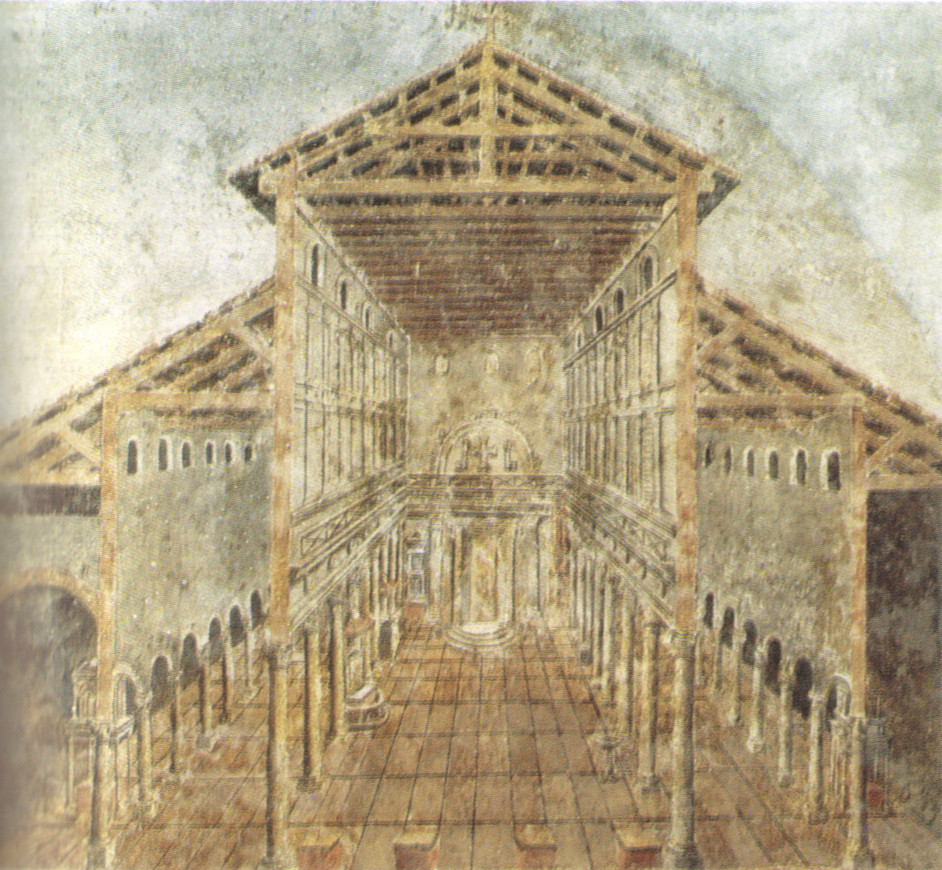
Fresco que reproduz a aparência da Antiga Basílica de São Pedro durante o século IV

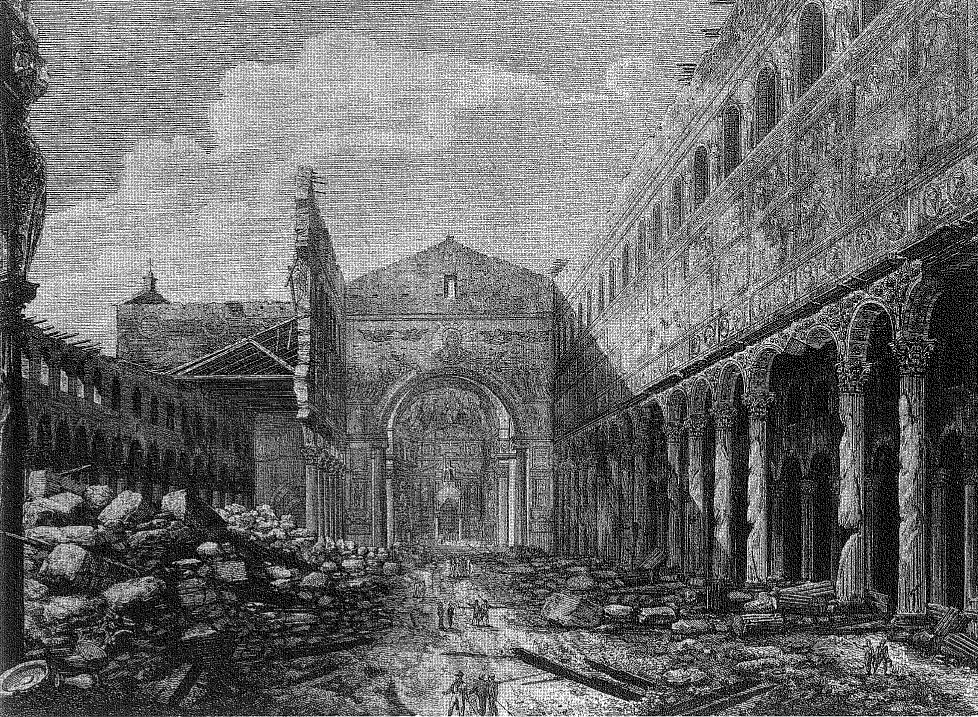
Gravura de Luigi Rossini após o incêndio que destruiu a Basílica de São Paulo Fora dos Muros em 1823

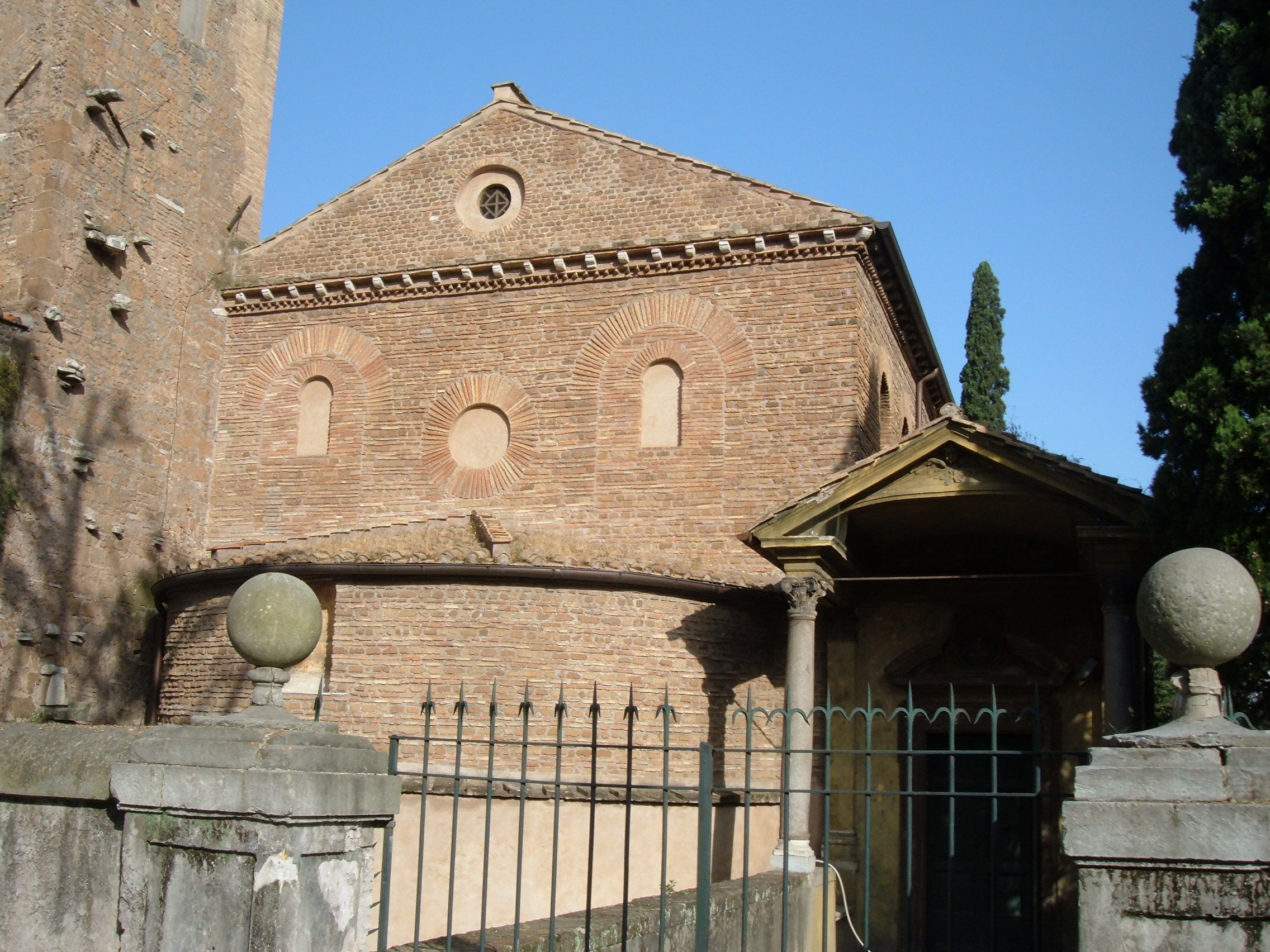
A abside paleocristã da Basílica de Santa Inês Fora dos Muros

#### Basílica de Constantino de Tréveris
A basílica cristã era, portanto, utilizada apenas para um único ritual, ao contrário da basílica civil romana, que tinha tido vários serviços públicos. Um dos modelos que se acredita ter sido mais utilizado durante as origens da basílica cristã é a basílica civil de Constantino de Tréveris, construída no ano 310, do espaço retangular e uma grande abside semicircular que abrigava o trono do imperador romano. Foi construído com pedras de edifícios mais antigos, e não era um edifício isolado, mas na Antiguidade Tardia fazia parte do recinto do palácio imperial: os vestígios dos edifícios adjacentes permaneceram nos descobertos na década de oitenta e hoje eles são visíveis. Alguns vestígios do reboco que cobria os tijolos originais, bem como alguns traços antigos, foram preservados na altura dos vãos das janelas.

#### Basílica de São João de Latrão
Nas primeiras basílicas cristãs, esta funcionalidade mencionada na seção anterior foi levada em consideração. Uma das primeiras doações do imperador Constantino ao bispo de Roma – certamente o Papa Melquíades I – foi em 313 e serviu para construir sua residência, a Palácio de Latrão. Ao lado foi construída a basílica dedicada a Sant Salvador (atual basílica de São João de Latrão), consagrada pelo Papa Silvestre I. Com o tempo esta basílica foi se transformando, mas dá para perceber como era o projeto original: era composta por uma nave central mais larga e duas mais estreitas de cada lado separadas por grandes colunatas; a nave central era mais alta e tinha cobertura de dois vãos. Entre esta cobertura e as dos corredores laterais ficava o clerestório, toda uma fileira de janelas que iluminava o interior da basílica. Toda a construção era de tijolo, exceto as colunas de mármore e o telhado de madeira. Pela nave central, o bispo de Roma entrava em procissão seguido pelo seu clero até chegar à grande abside, onde ficavam os assentos e o altar para celebrar a cerimónia. Enquanto isso, os fidel utilizavam os corredores laterais mais próximos do central e os catecúmenos os corredores mais externos que aparentemente eram separados por cortinas colocadas nas intercolunas que foram executados durante certos atos do ritual.

#### Antiga Basílica de São Pedro
Também em Roma, sob o patrocínio de Constantino, iniciou-se a construção da Antiga Basílica de São Pedro, entre 326 e 330, que se tornaria uma das mais importantes basílicas cristãs primitivas. Foi construído acima do local onde ficava o túmulo do santo, na Colina do Vaticano, e onde já existia um pequeno santuário em sua homenagem. A cronologia exata da construção não é conhecida, embora o Liber Pontificalis indique que foi construída por Constantino durante o pontificado do Papa Silvestre I (314-335). Atualmente desaparecida em construções posteriores, a antiga basílica de Sant Pere é conhecida graças a documentos anteriores à sua demolição total durante o Renascimento. Vários escritores deixaram descrições detalhadas, como Tiberi Alfarano em De Basilicae Vaticanae antiquissima et nova structura (1582), com plantas baixas da antiga basílica - a obra só foi publicada em 1914 - ou Onofrio Panvinio em De rebus antiguis memorabiliabus et praestantia basilicae S. Petri Apostolorum libri septem.
A basílica tinha uma estrutura muito ampla, com cento e dez metros de comprimento e cinco naves - a central com o dobro da largura das laterais -, cada uma dividida por vinte e uma colunas de mármore. Foi iluminada da mesma forma que a basílica de São João de Latrão com um grande portal de três portas para um átrio; cinco portas se abriam na sua parede interna, uma para cada nave. Na cruz, diante do altar, estava o martírio de São Pedro, com as suas relíquias, sob um baldaquino de mármore apoiado em quatro colunas, também de mármore, onde se reuniam os peregrinos.

#### Basílica de São Paulo Fora da Muralha
Nestes mesmos anos, Constantino promoveu a construção da basílica de São Paulo Extramuros sobre o túmulo de Paulo de Tarso, que foi sepultado, após sofrer martírio, numa grande necrópole que ocupava toda a área da basílica e área que a rodeia; sobre o seu túmulo, na Via Ostiense, foi construída uma edícula —cella memoria. Neste local, e devido às dificuldades do terreno, a dimensão da basílica era ligeiramente inferior à do apóstolo São Pedro: tinha apenas três naves, embora esta tenha sido rectificada em 386, alterando a orientação e construindo uma muito maior. igreja de cinco naves e cruzeiro; porém, o altar foi deixado no túmulo do santo, como era costume. O Papa Sirício consagrou o edifício. Finalmente, esta basílica foi destruída durante um incêndio em 1823, e apenas a abside, o altar e a cripta onde estavam os restos mortais de Sant Pau foram salvos.

#### Basílica de Santa Inês Fora da Muralha
A basílica de Santa Inês Extramuros foi construída em 324 nas catacumbas da Via Nomentana, onde a santa foi sepultada. É muito menor que São Pedro e São Pau e é semi-subterrâneo. Possui três naves e no topo das laterais está o matroneu, galeria feminina; as colunas que separam os navios são feitas com mármores de diversas cores. Na abside conservam-se mosaicos, provenientes de uma reconstrução efectuada pelo Papa Honório I em meados do século VII, na qual estão representadas três figuras isoladas: ao centro Santa Inês e, ao lado dele, os Papas Símaco I e Honório I. Eles estão diante de um fundo dourado, um exemplo típico da influência da arte romana oriental neste início da era cristã.

### Basílicas na Terra Santa
Constantino também contribuiu para a construção de outras igrejas na Terra Santa: na cidade de Belém da Natividade, em comemoração ao nascimento de Jesus, e em Jerusalém a do Santo Sepulcro, para homenagear o túmulo de Cristo (o próprio imperador havia dado instruções para fazer deste templo "a mais bela basílica da Terra").

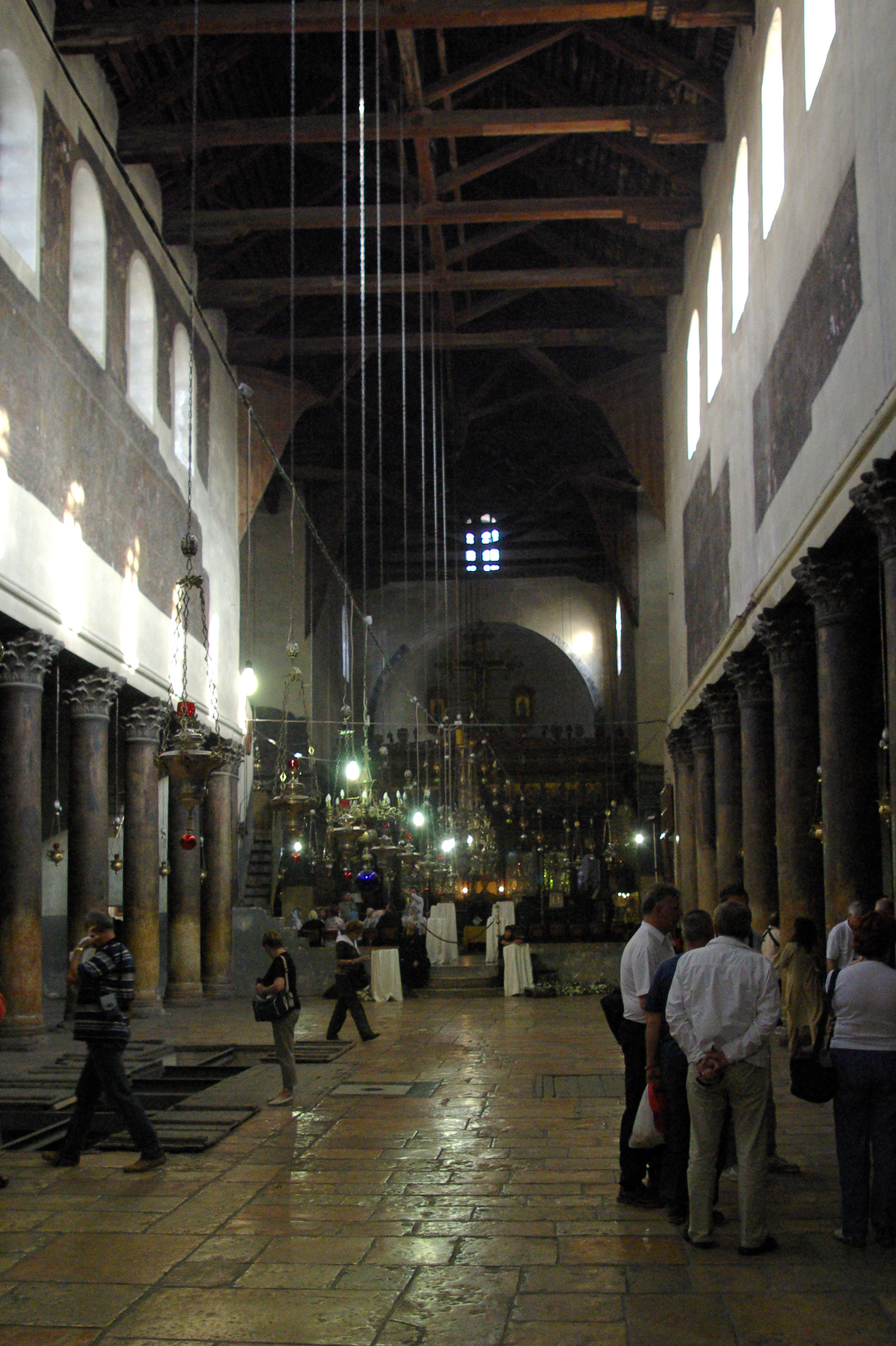
Interior da Igreja da Natividade

A Igreja da Natividade de Belém foi construída por volta de 333, embora tenha tido que ser reformada no século VI, depois de ter sido queimada e destruída durante a rebelião dos samaritanos em 529, liderados por Juliano ben Sabar. Tinha uma planta longitudinal que contava com um grande átrio, em frente à entrada, que servia de local de descanso aos peregrinos. A basílica era composta por cinco naves de planta quase quadrada (28 x 29 metros) e, centrada na parte inferior, existia uma abertura octogonal, revestida a madeira e rodeada por uma grelha, onde se avistava o local do nascimento de Jesus.

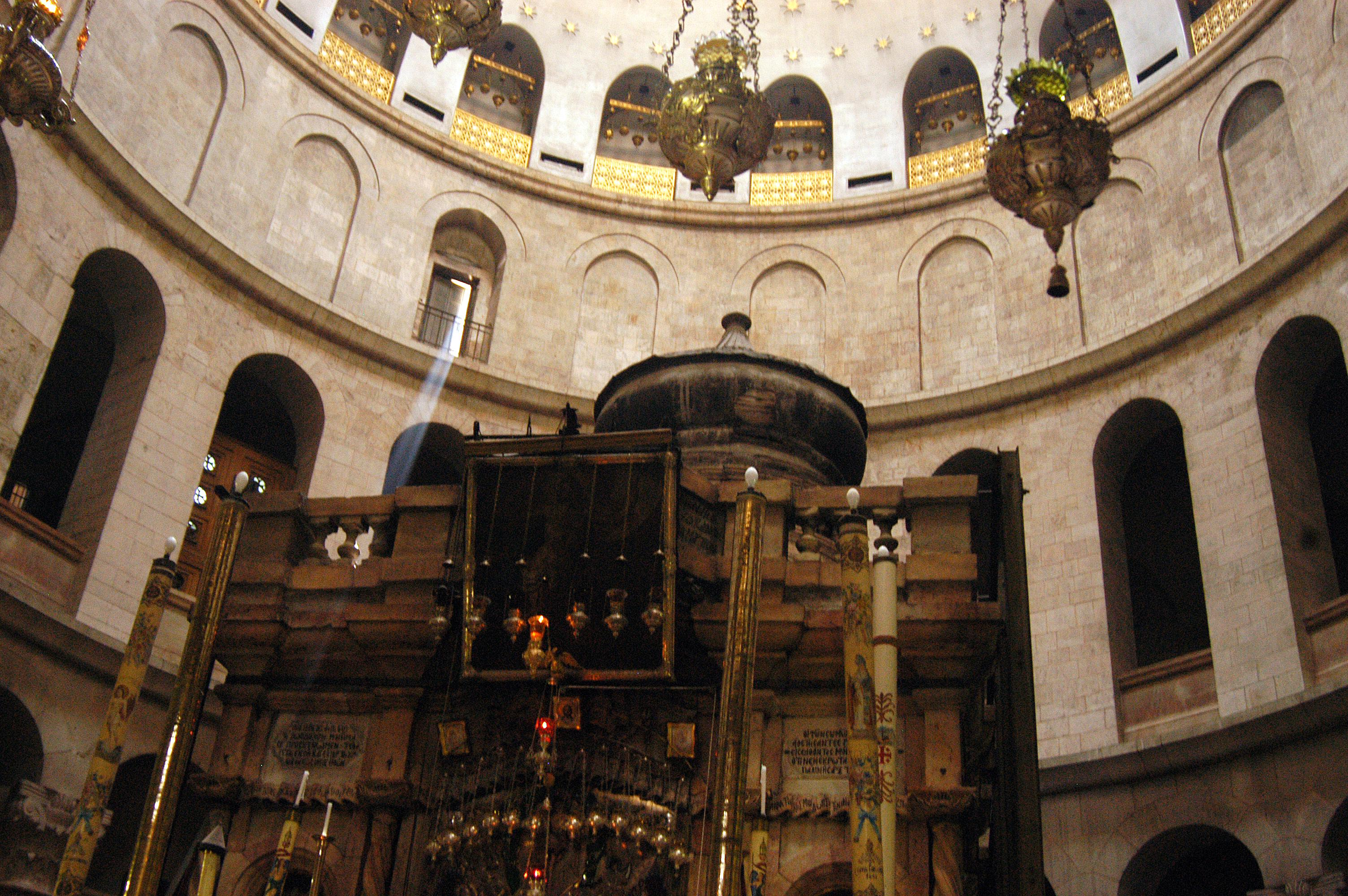
Sítio do Santo Sepulcro

A Basílica do Santo Sepulcro, por outro lado, foi consagrada em 335. O imperador Constantino I pediu ao bispo Macário que se encarregasse das obras do templo e, para isso, enviou sua mãe santa Helena para que entre os dois dirigissem as obras. Tinha planta retangular e átrio menor que o da Igreja da Natividade; o seu interior era de nave central com outras faces duplas nas quais havia galerias. As naves estavam separadas por majestosas colunas de mármore com capitéis dourados. Na abside, contornando todo o seu semicírculo, havia doze colunas que simbolizavam os doze apóstolos; os corredores laterais externos, aqueles que tocavam a parede do edifício, conduziam a um longo pátio localizado atrás da abside. Neste pátio ficava, coberto por um dossel sustentado por doze colunas, o local do túmulo de Jesus segundo os evangelhos canônicos. Alguns anos depois, o próprio imperador ou um dos seus filhos construiu em torno do antigo túmulo a chamada "Rotunda Anastasis" para celebrar a Ressurreição, ampliando a sua construção com uma nova estrutura de 17 metros de diâmetro, com cobertura de madeira em formato cônico e um ambulatório ao nível do solo e outro semicírculo superior em forma de galeria.

### Basílicas pós-Constantinianas
As basílicas pós-Constantinianas também são chamadas de período da “Renascença Sistina”, por serem as construções mais conhecidas realizadas sob o mandato do Papa Sisto III.

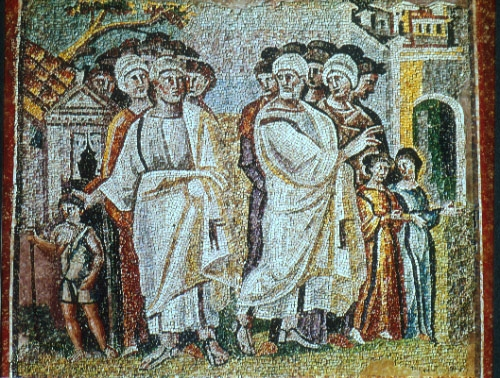
Mosaico da nave central de Santa Maria Maior representando Separação de Abrão e Ló. Ca 432-440

No topo de uma igreja anterior, erguida segundo a tradição pelo Papa Libério por volta de 360, o Papa Sisto III (432-440) ordenou a construção de uma igreja dedicada ao culto da Mãe de Deus. pouco depois de se ter afirmado o dogma da maternidade divina foi estabelecido no Concílio de Éfeso (431). Na Basílica de Santa Maria Maior, aproveitou-se o ressurgimento das formas mais classicistas, o Renascimento Sistino. Possui planta de três naus e colunata jônica adovelada e fusto liso, e as pilastras na área das claraboias são de estilo mais refinado que nas basílicas anteriores. Esta basílica é a que melhor representou as novas mudanças no estilo cristão primitivo. No seu interior, uma das principais obras é o esplêndido ciclo de mosaicos sobre a vida da Virgem Maria, que data do século V e que ainda apresenta as características estilísticas da arte romana tardia.
Cerca de dez anos antes do início da construção da basílica de Santa Maria Maior, uma pequena basílica dedicada a santa Sabina começou a ser construída sobre o coro Aventino, na qual podemos apreciar proporções mais harmoniosas e a elegância de vários detalhes como os belos capitéis das colunas Coríntias reaproveitadas de um templo da deusa Juno. Seguindo as características da arquitetura paleocristã, Santa Sabina possui paredes totalmente lisas construídas com tijolos e sem contrafortes, pois a cobertura é feita de treliças de madeira e, portanto, pouco pesada. A única coisa que se destaca do lado de fora é a fileira de arco de volta perfeita.

## Batistérios

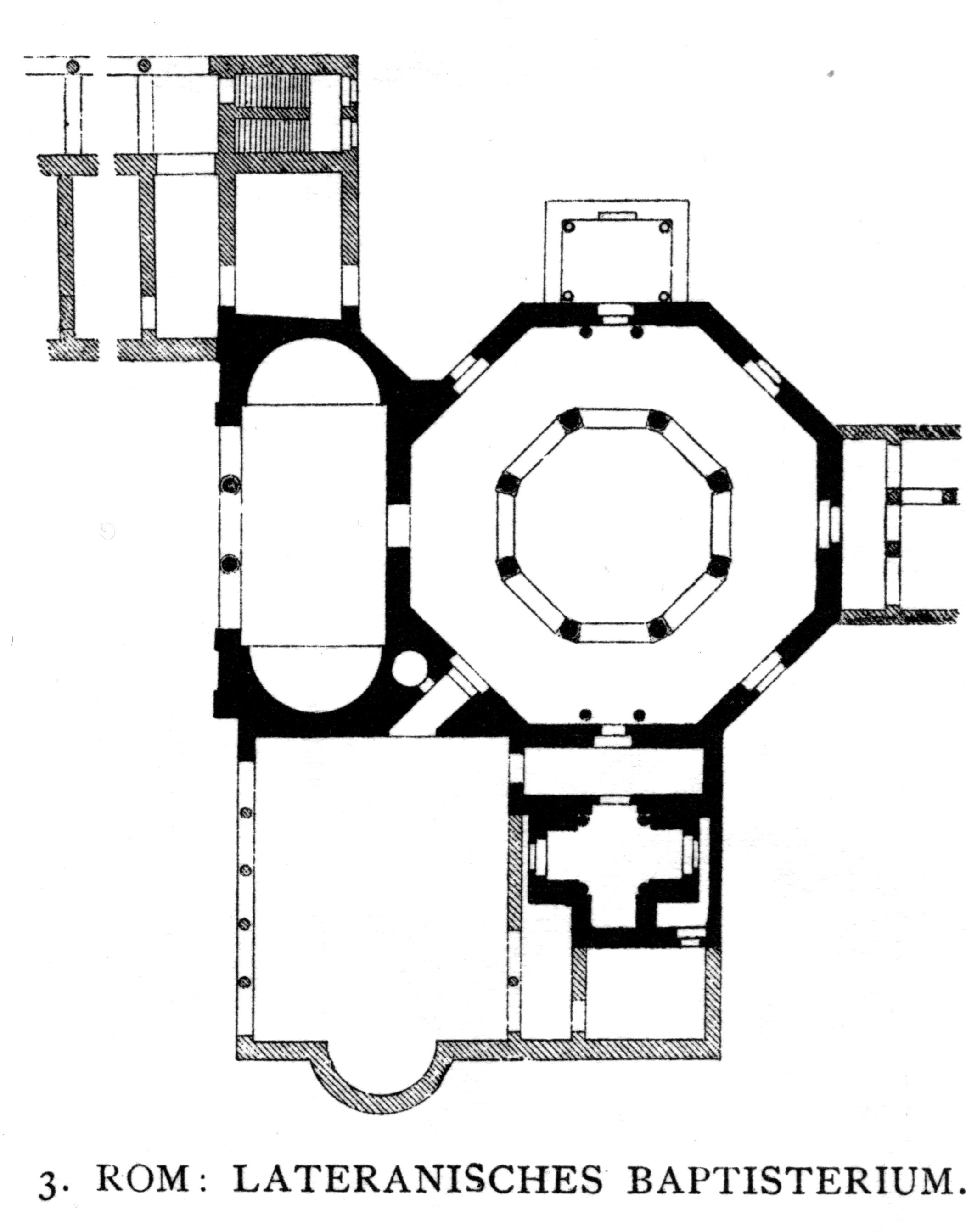
Planta do batistério de Sant Joan Lateran

O batistério é um edifício isento próximo a um templo, às vezes fazendo parte de um complexo mais amplo. Têm uma planta centralizada, geralmente octogonal, embora também existissem outras como a circular. Sua função era a administração do batismo, portanto sempre era colocada em seu centro uma grande pia batismal, pois, naquela época, o batismo era celebrado em adultos e por imersão completa. Antigamente eram cobertos por uma cúpula e decorados com mosaicos e pinturas.

### Batistério de Sant Joan del Laterà
O Papa Sisto III (434-440) foi o promotor da construção de obras em edifícios anteriores, como acontece com o batistério de Sant Joan del Laterà, construído sobre uma antiga estrutura circular da época de Constantino (por volta do ano 312), junto à basílica de São João de Latrão. Constitui um dos melhores exemplos de planta centralizada erguida durante o século V, e tornou-se modelo para outros batistérios. O edifício reconstruído pelo Papa Sisto III é centralizado com uma formato octogonal circundado por um ambulatório com oito pórfiro colunas de outros edifícios demolidos; acima do ambulatório está o trifório. Ainda podem ser vistos vestígios, nas absides duplas do salão, de um mosaico decorado com papoulas entrelaçadas. O Papa Hilário I (461-468) construiu as capelas dedicadas a São João Batista e São João Evangelista.

### Batistérios Neoniano e Arriano
Esses dois batistérios - o Neoniano e o Ariano - estão localizados na cidade de Ravena, capital do Império Romano no século V. Ambos foram registados pela UNESCO na lista do Património Mundial em 1996 como parte dos primeiros monumentos cristãos de Ravenna. De todos os edifícios que compõem o complexo, acredita-se que os dois batistérios são os mais antigos.
O Batistério Neoniano é, segundo a avaliação do ICOMOS, "o melhor e mais completo exemplo sobrevivente de um batistério dos primórdios do Cristianismo", e "mantém a fluidez na representação da figura humana derivada da “Arte Greco-Romana”. O mesmo órgão comenta na avaliação do Batistério de Ariano que “a iconografia dos mosaicos, de excelente qualidade, é importante porque ilustra a Santíssima Trindade, um elemento um tanto inesperado para a arte de um edifício Ariano, visto que a Trindade não era aceita por esta doutrina".

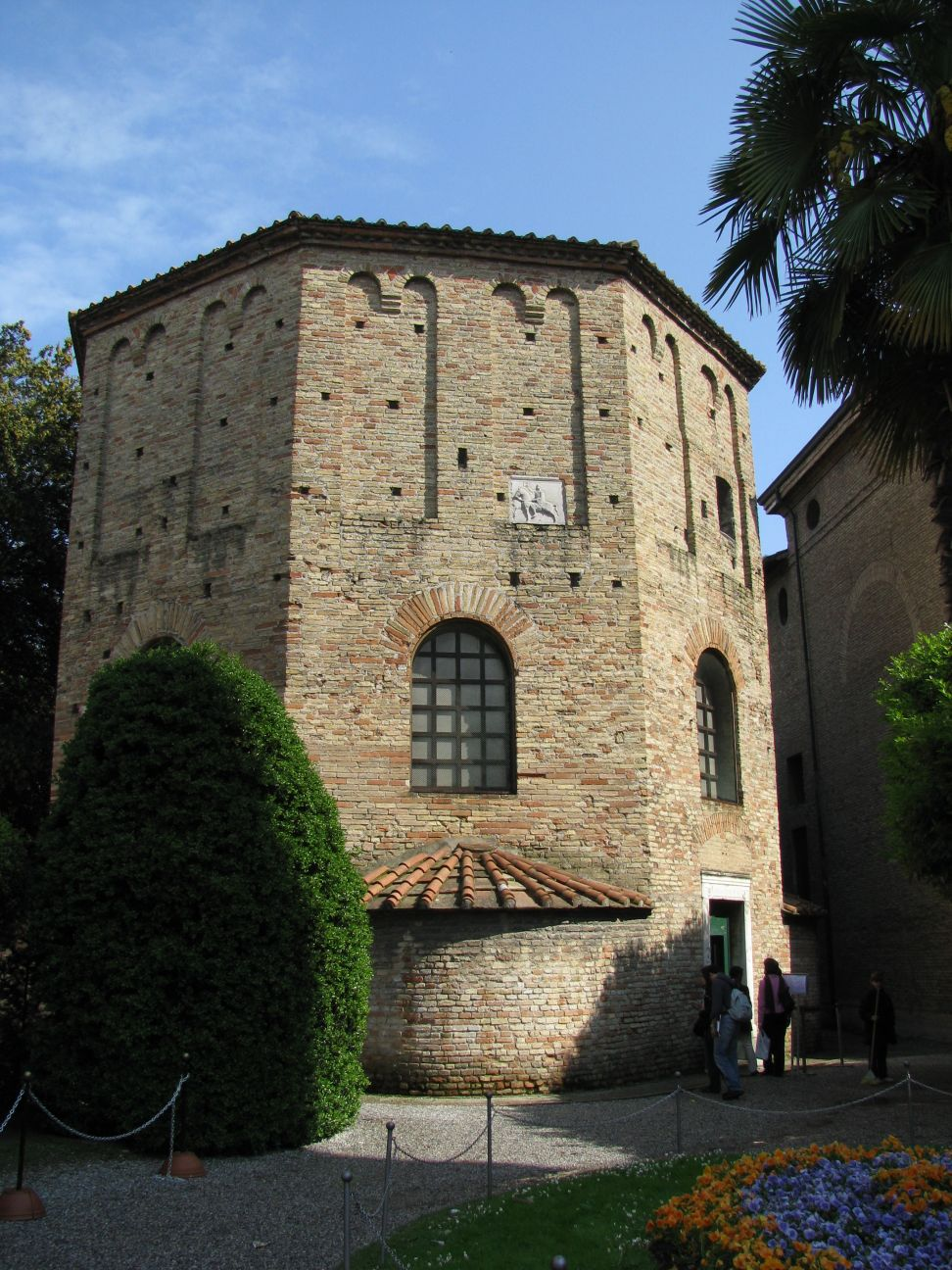
Batistério Neoniano
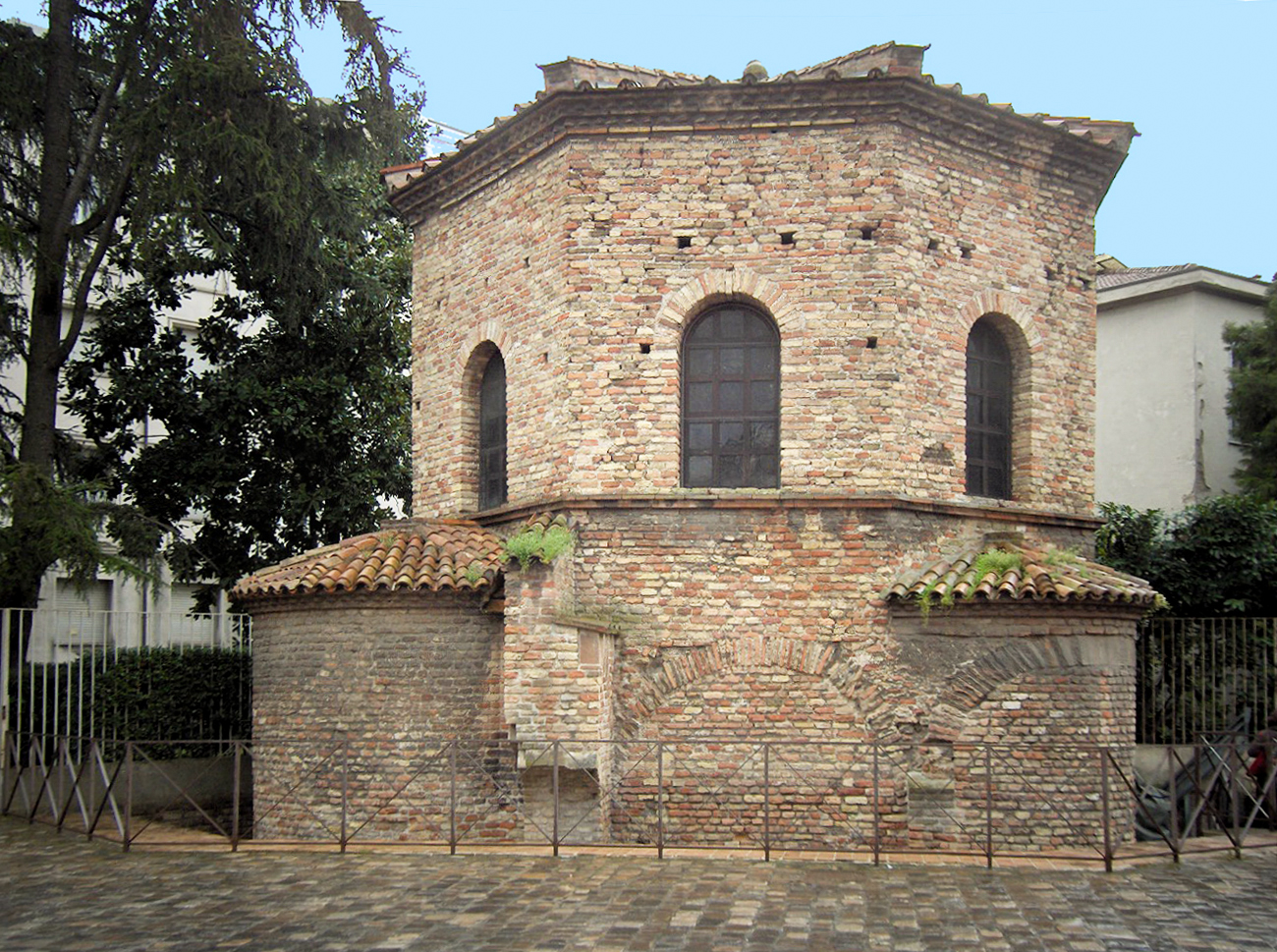
Batistério Arriano
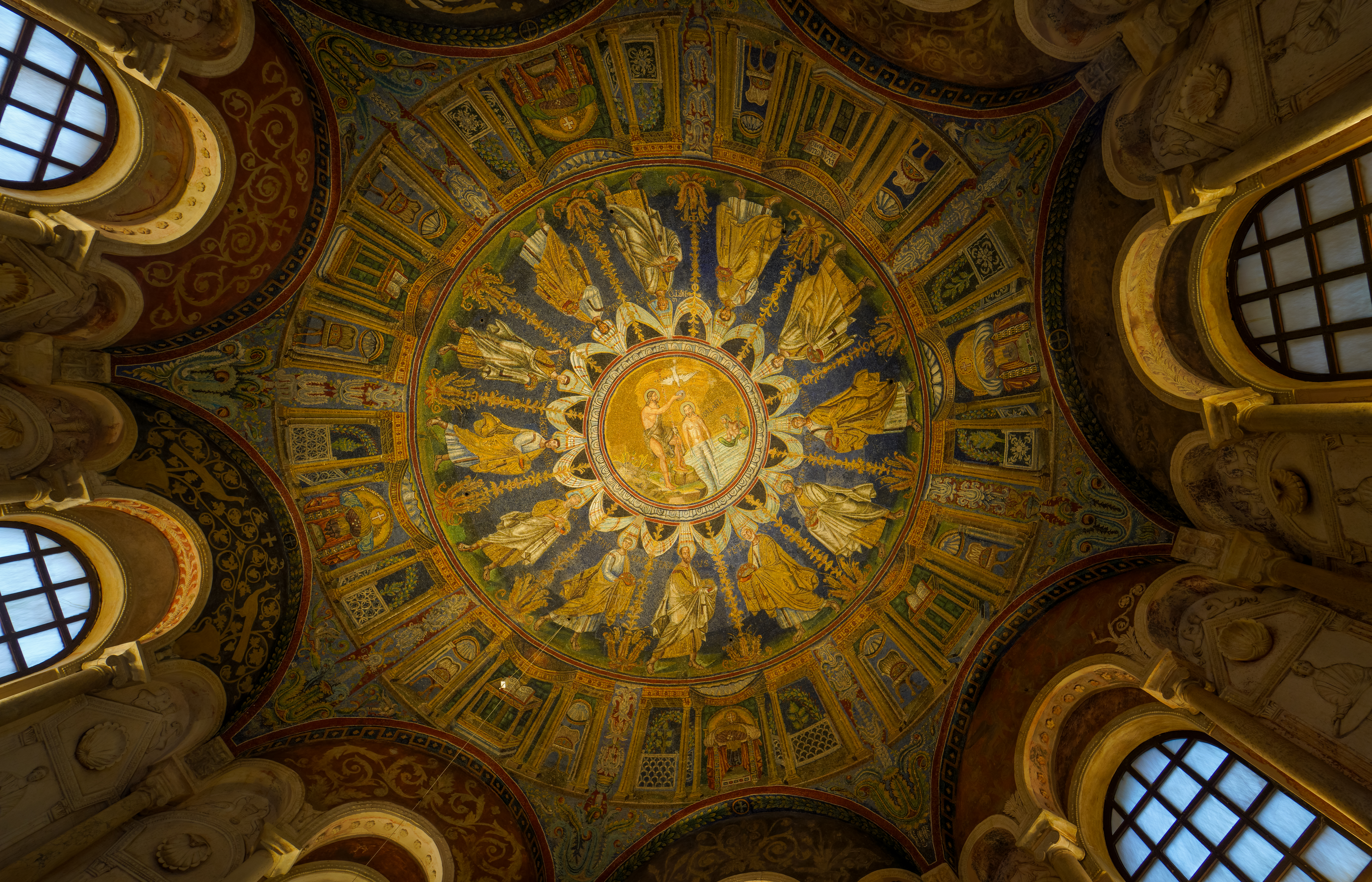
Cúpula do Batistério Neonianno
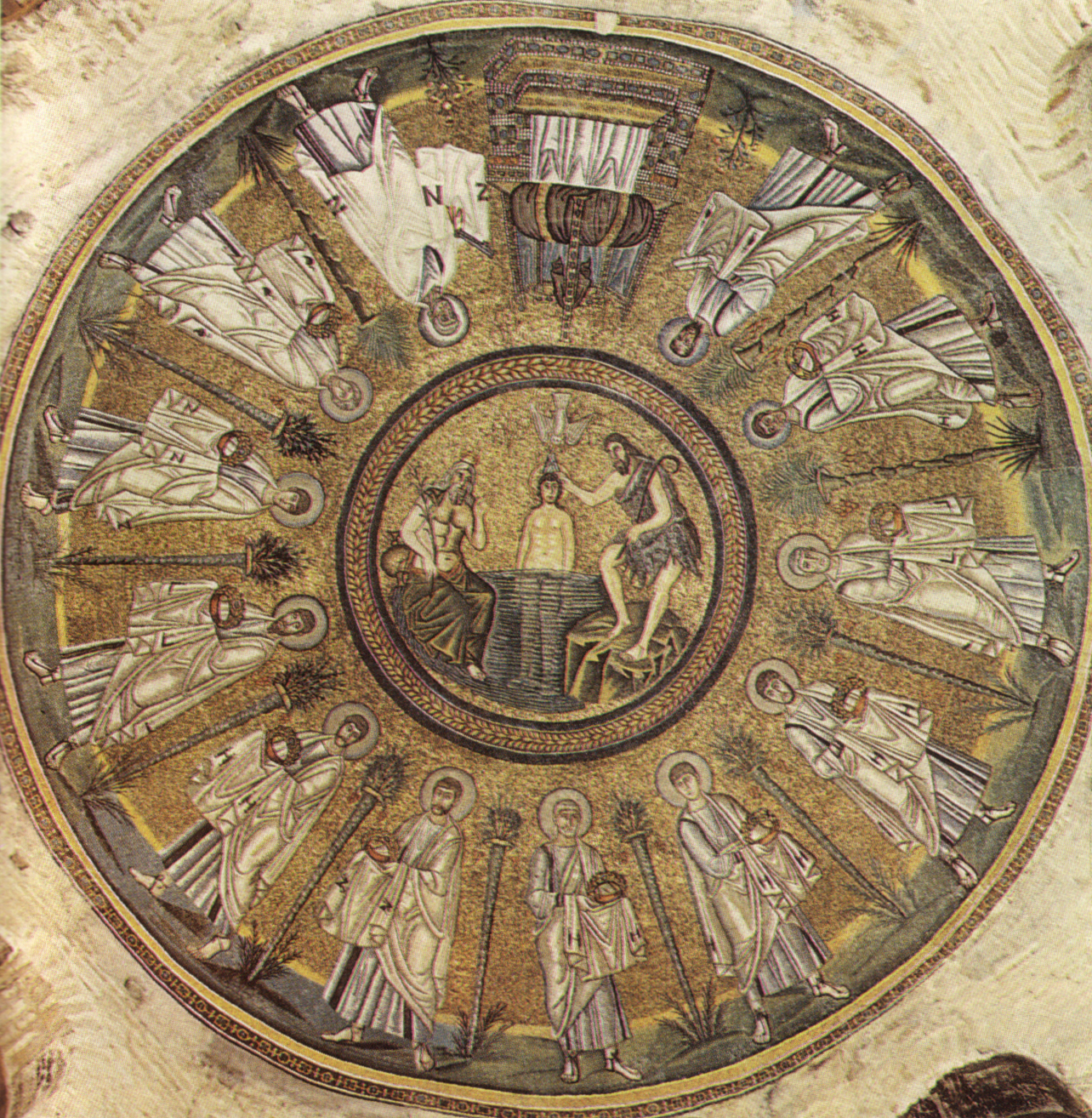
Cúpula do Batistério Arriano

Um dos batistérios, o Neoniano, era destinado aos ortodoxos (por isso também é chamado de batistério dos ortodoxos), e o outro aos arianos (também é chamado de batistério dos Arianos); este último foi construído pelo Rei Teodorico, o Grande no final do século V. No ano 565, após a condenação do culto ariano, esta estrutura foi convertida em oratório católico, sob a invocação de Santa Maria. O batistério Neoniano (ou Ortodoxo) foi construído pelo Bispo Neone. Ambos possuem planta octogonal - que foi utilizada na maioria dos batistérios da arte paleocristã - por causa da sua simbologia dos sete dias da semana mais o dia da ressurreição, relacionando assim o número oito com Deus e a Ressurreição. A pia batismal está no centro da planta. Foram construídos com tijolos, com as paredes exteriores quase sem ornamentação e os interiores revestidos com ricos mosaicos. Em ambos os edifícios, a cúpula representa uma cena com o batismo de Jesus no rio Jordão por São João Batista ao centro e, em seu redor, os doze apóstolos.

## Mausoléu ou martírio
Um mausoléu era um edifício de tipo funerário e de natureza monumental que costumava ser construído no local onde era sepultado um personagem histórico ou heróico. O local, associado à figura de um mártir, recebeu o nome de martírio (martyrium; pl. martyria). As pessoas iam lá para venerar as relíquias, embora às vezes fosse como um cenotáfio e o corpo fosse enterrado noutro lugar. Um dos mais antigos martírios, datado por volta do ano 200, é o de São Pedro, que está localizado sob a basílica de São Pedro no Vaticano. Estes edifícios, inspirados nos antigos heroa e hypetres originais, foram adaptados às necessidades do culto funerário para a veneração cristã.

### Mausoléu de Santa Constança

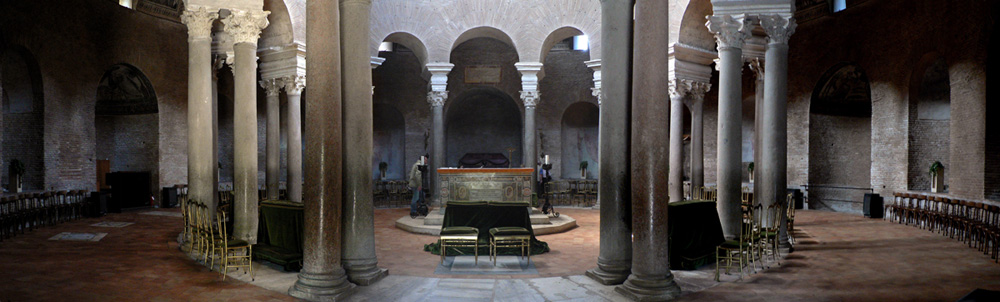
Vista interna do Mausoléu de Santa Constança

Este edifício foi erguido como um mausoléu por volta de 350 por Constantino I, o Grande para abrigar os restos mortais da sua filha Costanza. Possui estrutura vegetal circular coberta por uma cúpula de 22,5 metros sustentada por um tambor no qual se abrem janelas que proporcionam luz natural ao edifício. O centro do piso abrigava o sarcófago de pórfiro vermelho de Costanza, atualmente transferido para os Museus do Vaticano. É cercado por um ambulatório formado por colunas duplas e um segundo círculo delimitado por uma espessa parede onde se encontram numerosos nichos e janelas de dimensões menores que as da cúpula central. Estes círculos são cobertos por anéis únicos abóbadas de canhão decoradas com mosaicos originais do século IV, onde se encontram cenas da colheita, motivos vegetais, animais e putti.

### Mausoléu de Constantino ou Igreja dos Santos Apóstolos

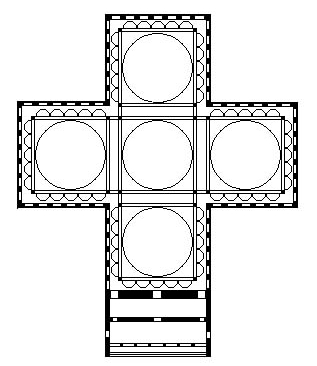
Planta hipotética da primitiva Igreja dos Santos Apóstolos. Segundo Crippa, as cinco cúpulas já estariam presentes na igreja de Constantino

Para usá-la como seu próprio mausoléu, o Imperador Constantino mandou construir a antiga igreja dos Santos Apóstolos no ponto mais alto da cidade de Constantinopla, próximo às muralhas. Este mausoléu foi substituído por uma nova igreja na época de Justiniano I e mais tarde por uma mesquita em 1469, portanto nada resta do mausoléu original hoje. A descrição é encontrada na obra De Vita Constantini εἰς τὸν Βιὸν τοῦ μακαριου Κωνσταντινου Βασιλέως λόγοι τέσσαρες, um panegírico - em vez de uma biografia— de Eusébio de Cesareia. Tinha planta de cruz grega; o braço correspondente à entrada era um pouco mais longo que os outros três. Na parte central teve que ser instalado o sarcófago de pórfiro do imperador, ladeado por cenotáfios ou lápides com os nomes dos apóstolos; Constantino ficou em décimo terceiro lugar. Foi feito com a ideia de se tornar um heroon em que o imperador descansasse como um herói sob o sinal da cruz. Mais tarde, esta posição foi alterada: em 356, as verdadeiras relíquias dos apóstolos foram trazidas para a igreja e os restos mortais de Constantino foram transferidos para um mausoléu independente perto da igreja. Este novo alojamento já correspondia à abordagem funerária tradicional, apresentando uma planta circular coberta por uma cúpula.
No diagrama do mausoléu original descrito pelo historiador Crippa, é possível perceber a presença de uma cúpula em cada um dos braços da cruz: assim, seria composto por quatro cúpulas circundando o zimbório com altura um pouco menor do que este. Além disso, Crippa propõe também um plano com colaterais duplas intercomunicantes, que dá origem a um anel ou corredor periférico que circunda todo o espaço interno.